# Estola cinerea
Estola cinerea är en skalbaggsart som beskrevs av Stefan von Breuning 1940. Estola cinerea ingår i släktet Estola och familjen långhorningar. Inga underarter finns listade i Catalogue of Life.